# Брод-Моравице
Брод-Моравице (хорв. Brod Moravice) — община в Хорватии, входит в Приморско-Горанскую жупанию. Община состоит из 38 населённых пунктов. По данным 2001 года, в ней проживало 985 человек. Общая площадь общины составляет 62 км².